# Lantejuela
Lantejuela es un municipio español de la provincia de Sevilla, Andalucía. En el año 2017 contaba con 3836 habitantes. Su extensión superficial es de 17,76 km². Sus coordenadas geográficas son 37° 21′ N, 5° 13′ O. Se encuentra situada a una altitud de 152 metros y a 76 kilómetros de la capital de provincia, Sevilla.
Los pueblos más cercanos son Marchena, Écija, Osuna, Fuentes de Andalucía y La Puebla de Cazalla.
La mayoría de sus habitantes se dedicaban al sector de la construcción y al sector industrial relacionado con la construcción de pozos. Actualmente, la agricultura se encuentra en un continuo relanzamiento con la producción del espárrago ecológico.

## Nombre
La procedencia del nombre es causa de controversia al no haber una interpretación concreta. Por un lado, son muchos los que confunden la pronunciación de Lantejuela por Lentejuela y, sin embargo, atendiendo al porqué histórico de este nombre la confusión se reduce sólo a la forma, ya que significan, lo mismo. Otras versiones dicen que el nombre deriva de “Tío Lentejas”, apodo de un rico hacendado propietario de grandes extensiones. Sin embargo, estas versiones no son más que leyendas. Existen documentos que prueban que en las inmediaciones de la actual Lantejuela sin fecha precisa, se encontraron varias lentejuelas de oro, enterradas bajo el suelo, y sacadas con la punta de un arado, y de aquí tomó título aquella dehesa o donadío”.

## Historia
Algunos estudiosos localizan el primer foco poblacional en los tiempos previos a la conquista romana, cuando los hombres de Numidia, la actual Mauritania africana, se asentaron en tan privilegiado enclave. Su ciudad, Línula, fue aprovechada por los romanos desde el siglo I a. C. Otros investigadores locales sitúan en las tierras de Lantejuela la célebre ciudad de Munda, y los sucesos que en ella se protagonizaron: la victoria definitiva de las Legiones de Julio César sobre los partidarios de Pompeyo, encabezado por los hijos de este. Munda, definida pompeyana, fue arrasada por los ejércitos del vencedor.
En su término municipal y muy cerca a su actual población, se han encontrado vestigios de una antigua ciudad romana, sin que hasta el momento, se haya podido identificar su nombre. En cualquier caso se certifica la presencia de Roma en la actual Lantejuela. También acudieron al lugar los árabes. Si buen se ignora qué tipo de población constituyeron, sí es cierto que explotaron los baños de agua sulfurosas, de naturaleza medicinal contra las infecciones de la piel.
Fernando III el santo arrebató a los moros el dominio territorial, que concedió a los caballeros que habían participado con él en el triunfo de la Cruz sobre la media Luna. Parece probable que a partir de esas fechas, a mediados del siglo XIII, el terreno del actual municipio sirviera para los primeros asentamientos coloniales. El solar de la villa fue cedido por la Corona castellana a la orden de Calatrava. El ducado de Osuna creado por Carlos I, se hizo cargo de todos las posesiones circundantes.
Lantejuela quedó bajo el señorío de los condes de Ureña, en tiempos del rey Felipe II. Dependió de la 'Casa Ducal de Osuna' aunque durante el reinado de Fernando VII, en el siglo XIX, se le concedió el título de villa y se emancipó definitivamente de Osuna. El pueblo de Lantejuela, actualmente como villa, a juzgar por la documentación existente en el archivo municipal, se constituyó en Ayuntamiento independiente hacia los años 1830 a 1841. La primera sesión del ayuntamiento tendría lugar en el pueblo el 14 de febrero de 1842.

## Escudo
Escudo partido
- El primer cuartel de sinople, una 'lentejuela' de oro. 
- El segundo cuartel de plata, una 'perdiz' contornada en su color, en aptitud sedente.
Al timbre
- Posee 'Corona real moderna' cerrada, de grana y oro, con sus correspondientes meridianos, su globo y su cruz.

## Laguna del Gobierno
Cercana a la población se encuentra La Laguna del Gobierno, perteneciente al Complejo Endorreico de Lantejuela. La característica principal y que le hace diferente a la Laguna del Gobierno del resto es que siempre tiene agua. Con una superficie de 20 hectáreas y se encuentra totalmente recuperada y adecuada con el fin de reforzar el turismo rural y ornitológico en el municipio. Este hecho es posible gracias a las aguas provenientes de la estación depuradora de aguas residuales. Las aguas residuales se consiguen depurar mediante un sistema de lagunas. Es un proceso doble: por un lado se depuran aguas sucias devolviéndolas al campo en buenas condiciones y por otro lado, se crea una laguna con agua permanente durante todo el año. Así se mantiene vivo este ecosistema y se favorece a muchas plantas y animales, que encuentran aquí un espacio vital para alimentarse y reproducirse.
En la Laguna del Gobierno anidan y conviven en un entorno tranquilo especies en peligro de extinción como el ánade real y el pato malvasía y otros como el flamenco rosado, la garza imperial, la focha moruna.

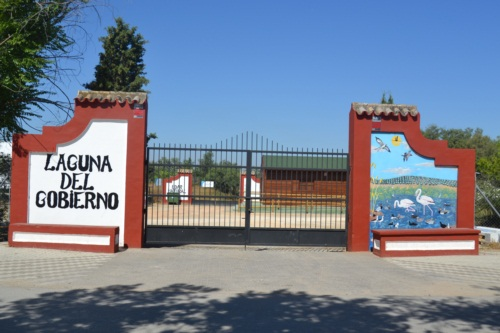
Dentro nos encontramos con el Aula de Naturaleza y el Punto de Información Turística.

En torno a la Laguna del Gobierno existen varios edificios, que potencian su visita y el avistamiento y acercamiento a las aves:
- Observatorio Ornitológico.

Tiene un especial diseño de piedra rústica, seguido de un descansadero. Éste se encuentra ubicado justo en frente de la Laguna del Gobierno. 
El mirador tiene el objetivo principal de facilitar a los visitantes la observación de la flora y fauna, que habitan en el laguna y sus alrededores, así como de facilitar la contemplación del paisaje de la zona.
- Aula de la Naturaleza.

Es un aula consistente en un espacio amplio para la realización de jornadas, talleres, cursos, charlas divulgativas. Tiene un acceso exterior que permite al visitante llegar al mirador instalado en la cubierta del edificio, desde el cual se pueden observar en primer plano las balsas lagunares de la estación depuradora de aguas residuales y en un segundo plano, la laguna del Gobierno.
Además contiene una exposición permanente de aves que se pueden observar en el entorno, además de acoger durante el año exposiciones itinerantes relacionadas con el medio ambiente y la naturaleza.
- Punto de Información Turística.

Es un edificio de madera diáfano que alberga aves a tamaño real e información sobre la laguna y las aves tienen este lugar como zona de reproducción, descanso y alimentación.

## Fiestas Populares
Cabalgata de Reyes Magos, 5 de enero. 
Día de Andalucía, 28 de febrero. 
Carnaval. 
Semana Santa.
Romería en honor a Ntra. Sra. del Carmen, último fin de semana de mayo. 
Velá en honor a Ntra. Sra. del Carmen, 16 de julio. 
Festival del Algodón. Madrugá Flamenca.
Feria y fiestas en honor a Ntra. Patrona, Ntra. Sra. del Rosario, principios de octubre. 
Festividad de Ntra. Patrona, Ntra. Sra. del Rosario, 7 de octubre.

## Fiestas Culturales
Semana del Libro. Día del Libro, 23 de abril. 
Semana del Mayor, mayo.
Semana Cultural, del 17 al 21 de noviembre. 
Celebración Día de la Constitución, 6 de diciembre. 
Celebración de la Navidad (varias actividades), diciembre.

## Gastronomía
La cocina de Lantejuela, municipio de la campiña sevillana, goza de una rica y variada gastronomía y se caracteriza por platos o guisos típicos como: potajes y pucheros. Guisos de productos de la tierra como el guiso de tagarninas. Otros manjares presentes en la cocina lantejolense son la ardoria, los callos y los espárragos, tanto silvestres como ecológicos, cocinados del múltiples formas (revueltos, rellenos, en tortilla, …).
La repostería casera, transmitida de generación en generación, destaca en las fiestas navideñas dando lugar a muy diversos dulces caseros como roscos, pestiños, mantecados y bombones. En otras épocas del año son típicos el arroz con leche, las torrijas, las gachas, los buñuelos y las crestillas.

## Geografía humana

### Demografía
Cuenta con una población de 3861 habitantes (INE 2024).
| Gráfica de evolución demográfica de La Lantejuela entre 1842 y 2021 |
| |
| Población de derecho según los censos de población del INE Población de hecho según los censos de población del INEEn este censo se denominaba Lentejuela: 1842 En este censo se denominaba Lantejuela: 1857 En este censo se denominaba La Lentejuela: 1970 |

| 3,356                     | 3,488 | 3,569 | 3,609 | 3,629 | 3,642 | 3,685 | 3,740 | 3,777 | 3,795 | 3,854 | 3,938 |
| (Fuente: INE [Consultar]) |       |       |       |       |       |       |       |       |       |       |       |

### Economía

#### Evolución de la deuda viva municipal
| Gráfica de evolución de Deuda viva del Ayuntamiento de Lantejuela (La) entre 2008 y 2019                                |
| |
| Deuda viva del Ayuntamiento de Lantejuela (La) en miles de Euros según datos del Ministerio de Hacienda y Ad. Públicas. |

## Centros Educativos
- Escuela Infantil La Cometa: avenida de Fuentes de Andalucía, s/n.
- Colegio de Primaria e Infantil Sagrado Corazón de Jesús: calle Antonio Vera Díaz, s/n.
- Instituto de Enseñanza Secundaria Tierra de Lagunas: calle Cristóbal Colón, 2.
- Sección de Educación Permanente Carmen Núñez: calle Modesto Mallén López, 7.

## Monumentos
- Iglesia parroquial de la Purísima Concepción.

La iglesia parroquial Purísima Concepción se encuentra situada en la plaza de España, en el centro del pueblo de Lantejuela. Es el edificio monumental más destacado de la localidad.
La iglesia es totalmente moderna, de estilo vanguardista. Está construida sobre una antigua iglesia del siglo XVII, que fue demolida por el mal estado de la techumbre.
La nueva parroquia fue inaugurada por el Sr. Cardenal Bueno Monreal el 24 de abril de 1964, con la presencia del gobernador civil D. José Utrera Molina, quien entregó 50.000 pts. 
Actualmente en la parroquia destacan imágenes como una Virgen Dolorosa del siglo XVIII, que recuerda a la escuela granadina, un San José, un San Antonio y la patrona del pueblo la Virgen del Rosario todas ellas del siglo XVII-XVIII.
También destaca la imagen de la Virgen del Carmen, que es una de las más veneradas en Lantejuela. A la que se le dedica una de las fiestas más importantes del municipio, la Romería de la Virgen del Carmen, donde los romeros acompañan el sábado por la tarde a su Virgen a su ermita y regresan el domingo con ella a la iglesia año tras año.
El edificio se encuentra en perfecto estado de conservación y de uso, volvió a reformarse hacia finales de la década de los noventa, solo en su fachada, ensanchándose la puerta de entrada principal o portón tanto en anchura como en altura, pues existía gran dificultad para sacar las imágenes en procesión de Semana Santa.
En esta última década se han reformado los altares, se ha construido la casa del Cura y los salones para dar las catequesis en la parroquia, además se ha adquirido un cancel de madera para la entrada de la iglesia, el cual le da una imagen de gran majestuosidad al Templo.
Existe un dato curioso, con el advanecimiento de la 2.ª República Española, al ser un Estado Laico, que se impuso en la enseñanza pública, la única escuela de niños existentes en nuestro pueblo, sita en la antigua plaza del Cubo, en dicho centro escolar, en una hornacina ubicada en la pared, presidía el aula una imagen del Sagrado Corazón de Jesús, la que fue depositada en la parroquia, en la actualmente se encuentra.
- La Casa Hermandad Nuestro Padre Jesús Nazareno.

La Casa Hermandad Nuestro Padre Jesús Nazareno fue inaugurada el 14 de septiembre de 2008, siendo Hermano Mayor D. Adolfo Delgado Martín y Cura-Párroco de Lantejuela D. Manuel Ávalos Fernández. Esta casa sirve para el encuentro de los hermanos, como almacén-museo de los enseres, como lugar de celebración de reuniones, exposiciones y diversos eventos y en ella se encuentra el taller de bordado de la Hermandad. 
Hoy día, 19 de octubre de 2016 se encuentra como Hermano Mayor D. Francisco Cornejo Sánchez y como Cura Párroco de Lantejuela D. Daniel Mariño Barragán. 
En ella se han venido realizando una serie de actividades muy fructíferas, entre ellas y con especial ímpetu el “Taller de Bordado”.
Entre algunos de los trabajos realizados se encuentra: dos colgaduras de 3 x 2 m bordadas en brocado rojo con aplicaciones de recorte para el monasterio “Ten tu día” de Badajoz, una toca de sobre manto bordada en maya de oro y oro entrefino con aplicaciones en tisú de color para Nuestra Señora de la Esperanza de Fuentes de Andalucía...

## Zonas verdes
- Jardines Municipales.

Lantejuela posee tres parques, el parque jardinero Antonio Martín Delgado inaugurado en la década de los 90 tiene variedad de arbustos, árboles y plantas florales. Este se encuentra situado entre la avenida de Fuentes de Andalucía y la calle Blas Infante.
El parque tiene dos zonas: una de parque y otra de juego de niños. En el existe una zona ejecutada hace algunos años con diseño de fuente y pérgolas modernos en lo que fueron terreno del antiguo cementerio, en el existe una zona circular porticado con una fuente en el centro, de la cual salen varias calles delimitadas con gran variedad de vegetación. En el lateral hay un aula, el cual sea destinado a actividades culturales para jóvenes.

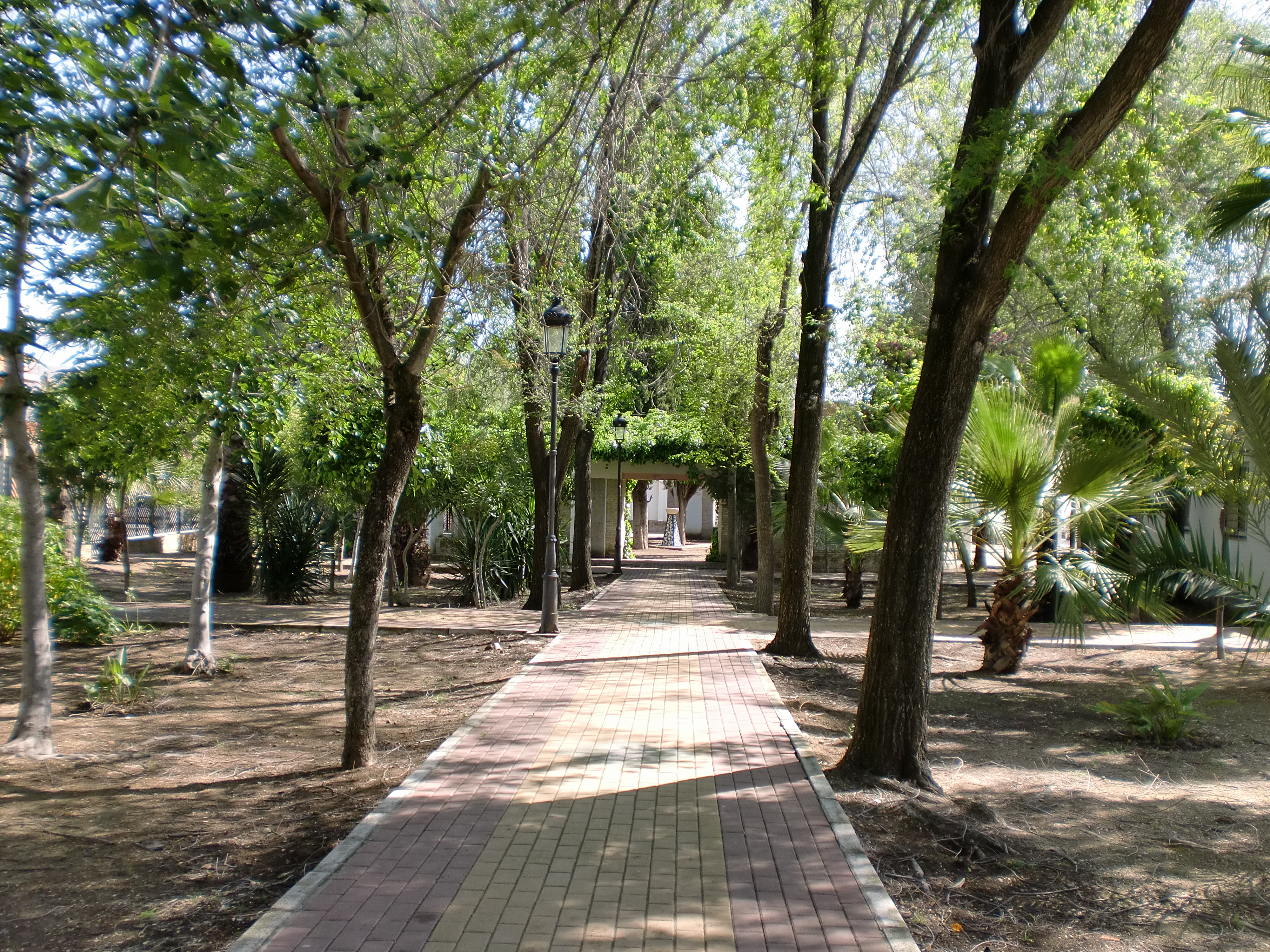
Este parque tiene dos zonas: una de parque y otra de juego de niños

La zona del parque destinada a los niños hay juegos para los más pequeños y también algunos aparatos para que los mayores puedan hacer algún tipo de ejercicio.
Hay otros dos parques el de la urbanización “Las Caleras”, y el de las canteras, son parques destinados a la diversión y al esparcimiento infantil.
Los Jardines Municipales constituyen un elemento patrimonial de Lantejuela. La superficie de los jardines Municipales es de 1800m2, la del parque Martin Delgado es de 1444m2 y el parque de las Canteras mide 3700m2.
Todas estas zonas verdes están compuestas por árboles, palmeras, naranjos, encinas, etc. Que recorren embellecen y dan oxígeno en las grandes avenidas de la localidad.
Los jardines Municipales tienen posibilidad física para que lo visite una variedad de público, con fácil acceso, incluso de paseo para ancianos y discapacitados físicos, y en especial para los niños. Además, concretamente en esta zona se ha colocado nuevos bancos de hormigón porque se está trabajando en la dotación de nuevo mobiliario urbano con el objetivo de conseguir un mejor disfrute de la vía pública y una estancia más placentera para todo los vecinos y las vecinas del pueblo. 

## Instalaciones deportivas
1.- Polideportivo Blas Infante
- Pista de baloncesto
- Pistas de pádel
- Nuevo parque infantil 
- Piscina municipal
- Pistas de tenis
2.- Pabellón cubierto José Cascajosa Armesto
3.- Campo de albero José Cornejo Pino
4.- Campo de césped artificial Juan José Fuentes Rodríguez